# Пустая строка
Пустая строка в информатике — термин, обозначающий значение строкового типа, не содержащее символы (то есть строку нулевой длины). Часто обозначается строчной греческой буквой эпсилон (ε).
Несмотря на то, что пустая строка не содержит символьные данные, её представление занимает определённое место в памяти. Например, пустое строковое значение может содержать маркер длины или специальный терминальный символ, обозначающий конец строки. В частности, в некоторых языках программирования (например, Си) в качестве терминального символа используется управляющий символ NUL с ASCII-кодом 0x00, а в обычном текстовом файле конец предыдущей и начало следующей строки обозначается управляющим символом перевода строки LF (0x0A), возврата каретки CR (0x0D) либо их комбинацией — CR + LF (0x0D 0x0A).
Пустую строку не следует путать со строкой, состоящей из непечатаемых (управляющих или пробельных) символов, которые не отображаются при выводе на печать или экран, но всё же являются символьными данными.

## Использование
- Во многих языках программирования (особенно в нетипизированных) пустая строка может быть интерпретирована как логический нуль.
- В текущих версиях СУБД Oracle пустая строка эквивалентна псевдозначению NULL[1].

В общем случае пустая строка может быть использована:
- для обозначения отсутствия каких-либо данных,
- в качестве терминального значения при перечислении.